# Le Bateau de nos rêves
Pour plus de détails, voir Fiche technique et Distribution.
Le Bateau de nos rêves (The First Kiss) est un film muet américain réalisé par Rowland V. Lee sorti en 1928.

## Synopsis

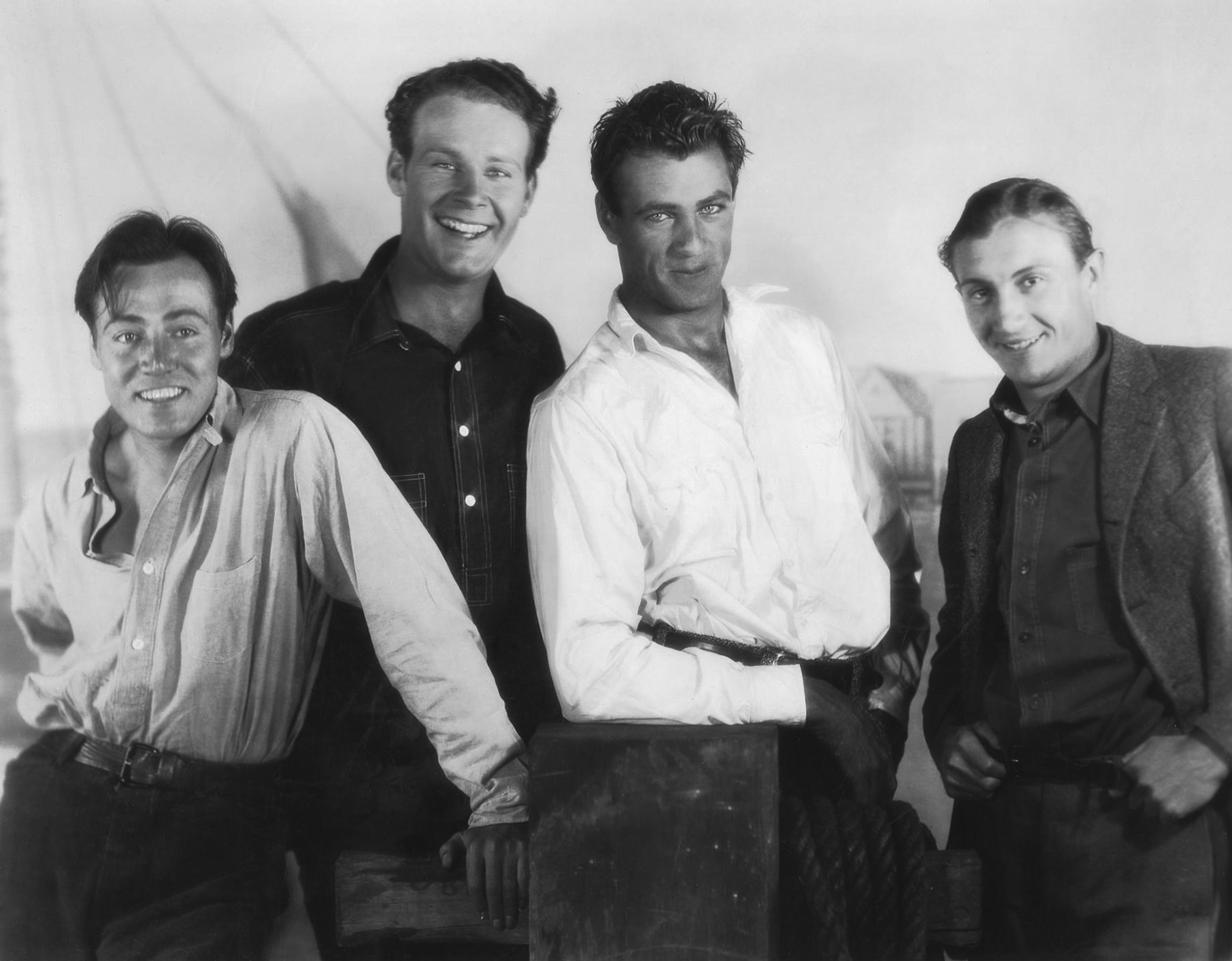
Leslie Fenton, Lane Chandler, Gary Cooper & Rowland V. Lee

## Fiche technique
- Titre : Le Bateau de nos rêves
- Titre original : The First Kiss
- Réalisation : Rowland V. Lee
- Scénario : John Farrow d'après l'histoire Four Brothers de Tristram Tupper
- Intertitres : Tom Reed
- Photographie : Alfred Gilks
- Montage : Lee Helen
- Producteurs : Rowland V. Lee et B. P. Schulberg
- Société de production et de distribution : Paramount Pictures
- Pays de production :  États-Unis
- Format : Noir et blanc - 35 mm - 1,33:1  -  Muet
- Genre : Drame romantique
- Durée : 60 minutes
- Dates de sortie :
  - États-Unis : 19 août 1928 (New York)
  - États-Unis : 25 août 1928 (sortie nationale)

## Distribution
- Fay Wray : Anna Lee
- Gary Cooper : Mulligan Talbot
- Lane Chandler : William Talbot
- Leslie Fenton : Carol Talbot
- Paul Fix : Ezra Talbot
- Malcolm Williams : Pap
- Monroe Owsley : Prétendant